# Trattato di Londra (1871)
Il Trattato di Londra è stato un trattato internazionale firmato il 13 marzo 1871 da Germania, Austria, Turchia, Gran Bretagna, Francia, Russia e Italia.
Gli Stati si accordarono per rivedere il Trattato di Parigi del 1856 sulla navigazione nel Mare del Nord, nei Dardanelli e Bosforo e sul Danubio.
Il ministro degli Esteri dell'Impero russo, Alexander Gorchakov, il 31 ottobre 1870 denunciò le clausole del Trattato di Parigi (1856) sul Mar Nero. Esso violava l'articolo XIV del Trattato, il quale stabiliva che non poteva essere annullato, né modificato senza l'assenso delle Potenze firmatarie del presente trattato.
Nel Protocollo di Londra del 17 gennaio 1871 si affermava che i rappresentanti di Germania, Austro-Ungheria, Gran Bretagna, Italia, Russia e Turchia, riuniti in una conferenza, sostenevano il riconoscimento del principio essenziale del diritto delle nazioni che nessuna potenza può sottrarsi agli impegni di un trattato, né modificarne le stipulazioni, se non in conseguenza del consenso delle parti contraenti, per mezzo di un'intesa amichevole.

## Termini del trattato
L'accordo modificò alcune disposizioni del Trattato di Parigi:
Il 3 marzo fu firmato un accordo che modificava alcune disposizioni del Trattato di Parigi.
- L'articolo 1 abrogava gli articoli 11 (neutralizzazione del Mar Nero), 13 (smilitarizzazione delle sue coste) e 14 (divieto di modifica senza il consenso di tutte le parti) del trattato di Parigi.
- L'articolo 2 stabiliva che l'accesso alle navi alleate attraverso il Bosforo e i Dardanelli sarebbe stato aperto se ritenuto necessario dal governo turco per garantire l'attuazione del trattato di Parigi.
- L'articolo 3 lasciava il Mar Nero aperto, come prima, alle navi mercantili.
- Gli articoli 4-7 trattavano della navigazione sul Danubio.
- L'articolo 8 confermava il trattato di Parigi nella misura in cui non era stato modificato.
- L'articolo 9 richiedeva la ratifica e lo scambio di documenti entro 6 settimane al più tardi. Ciò avvenne il 15 maggio.[8]

Il Trattato di Berlino (1878) all'art. 63 confermò il trattato di Parigi e Londra in tutte quelle disposizioni che non erano state abrogate o modificate dalle precedenti stiplulazioni.